# Johan Christian Riise
Johan Christian Riise (1. april 1794 i København – 27. juli 1875 sammesteds) var en dansk oversætter, udgiver og etatsråd, bror til Jacob Riise.
Riise var søn af handelsbogholder, siden mægler, Christian Fischer Riise (1761-1815) og Caroline Wilhelmine født Foltmar (1764-1841). Han blev 1811 student fra Borgerdydskolen der, hvorefter han i nogle år studerede lovkyndighed. Fra 1812-38 var han i sin gamle skole lærer i tysk og skønskrivning. 1815 blev han kopist i brandforsikringskontoret for landbygninger i Danmark og 1821 i samme egenskab ansat i de danske købstæders og landbygningers brandforsikringskontor. I 1835 blev han kasserer og i 1838 inspektør ved det københavnske Klasselotteri; året efter fik han tilladelse til at kolligere for dette. 13. december 1863 (fra udgangen af januar 1864 at regne) tog han sin afsked og fik snart efter titel af etatsråd.
17. januar 1818 ægtede han Inger Kirstine Hansen (1800-1876), datter af konsumtionsbetjent Fr. Wilh. Hansen (1765-1841) og Anna født Oppenhagen (1766-1851). Hans natur var meget lunerig og musikalsk; han var med til at udklække ideen om at stifte Musikforeningen, i hvis første bestyrelse han havde sæde. Han døde 27. juli 1875. Foruden oversættelser, tyske læsebøger osv. har han udgivet det meget læste og godt redigerede Arkiv for Historie og Geografi, 75 bind (1820-38), og Historisk-geografisk Arkiv, 75 bind (1839-64), end videre Magasin for Ungdommen, 5 bind (1818-20), Bibliothek for Ungdommen, 8 bind (1835-38), og Nyt Bibliothek for Ungdommen, 9 bind (1839-43). Fra 1842-44 var han medudgiver af Borgervennen. Han havde selv et anseeligt privatbibliotek.
Han er begravet på Assistens Kirkegård.

## Note
1. ↑  indsamle ODS